# Sabáudia
Sabáudia est une municipalité brésilienne située dans l'État du Paraná.